# 州国
州国，是中国历史上春秋时期的一个诸侯国。

## 地理位置
州国的首都在现在的湖北省监利市东。

## 起源
州为偃姓国。爵位为公。

## 历史
前701年（鲁桓公十一年、楚武王四十年）鄖國與隨國、絞國、州國、蓼國這四個國家聯合攻擊楚國，爆发蒲騷之戰。后来楚国太师子穀说，观丁父做过鄀国俘虏，楚武王让他做军帅，因此战胜州国、蓼国，使随国、唐国顺服。

## 同名
另一同名州國，又叫淳于国，爵位仍然是公。